# La mia notte
La mia notte è il primo singolo estratto dal primo EP del gruppo musicale italiano Finley Band at Work. Il brano è stato presentato per la prima volta il 16 maggio 2009 ai TRL Awards di Trieste ed è uscito ufficialmente come singolo il 15 giugno dello stesso anno.

## Videoclip
Il video attualmente disponibile è la versione "Live @ MTV" dei TRL Awards.

## Formazione
- Marco "Pedro" Pedretti - voce
- Carmine "Ka" Ruggiero - chitarra, voce
- Stefano "Ste" Mantegazza - basso, voce
- Danilo "Dani" Calvio - batteria, voce